# Kafr Chuzam
Kafr Chuzam – miejscowość w Egipcie, w muhafazie Al-Minja. W 2006 roku liczyła 9024 mieszkańców.